# Ostmecklenburgische Eisenbahn

Historisches Logo der Ostmecklenburgischen Eisenbahn

Die Ostmecklenburgische Eisenbahngesellschaft mbH (OME) war ein Eisenbahnverkehrsunternehmen mit Sitz in Neubrandenburg. Sie bestand von 1997 bis 2005, dann ging sie in der Ostseeland Verkehr GmbH (OLA) auf.

## Geschichte

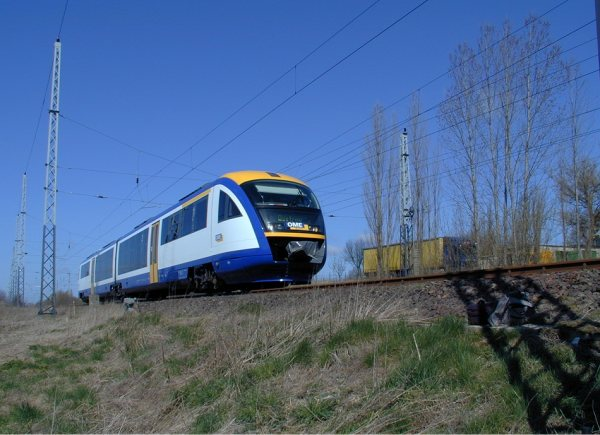
Ein Desiro der OME (2004)

Die OME ging im Frühjahr 1997 aus der Industrieanschlußbahn Neubrandenburg (IAB GmbH) hervor. Mit der Neugründung sollte der nach der Wiedervereinigung anhaltende Einbruch beim Güterverkehr der IAB durch neue Leistungen im Personenverkehr kompensiert werden. Gründer und erster Geschäftsführer war der Industrielle Mathias Stinnes (Urenkel von Hugo Stinnes). Dessen in Neubrandenburg ansässige Stinnes-Gruppe (zu der auch der Ostmecklenburgische Flugzeugbau – OMF – und die Neubrandenburger Verkehrs AG – NEVAG – gehörten) war jedoch kein Teil der Mülheimer Stinnes AG. Zudem beteiligte sich die Deutschen Eisenbahn-Gesellschaft (DEGV) finanziell und logistisch an dem Unternehmen, um so ihre Aktivitäten auf Mecklenburg-Vorpommern auszudehnen.
Die OME wurde im März 1997 vom Land Mecklenburg-Vorpommern mit dem Betrieb der Nebenbahn Neustrelitz–Feldberg beauftragt, der Linienbetrieb startete im Mai 1998. In den Folgejahren kamen weitere Strecken hinzu, bis nach Rostock, Schwerin und Hagenow. Stinnes verkaufte seinen Mehrheitsanteil Anfang 2001 an die aus der DEGV hervorgegangene Connex Verkehr GmbH, deutsche Tochter des französischen Vivendi-Konzerns (später Veolia).
Im Mai 2005 fusionierte die OME mit der MecklenburgBahn GmbH (MEBA) zur Ostseeland-Verkehr GmbH (OLA). Am neuen Unternehmen hielt Connex (bzw. die daraus hervorgegangene Veolia Verkehr) 70 Prozent und die Nahverkehr Schwerin GmbH (NVS) 30 Prozent.

## Betrieb

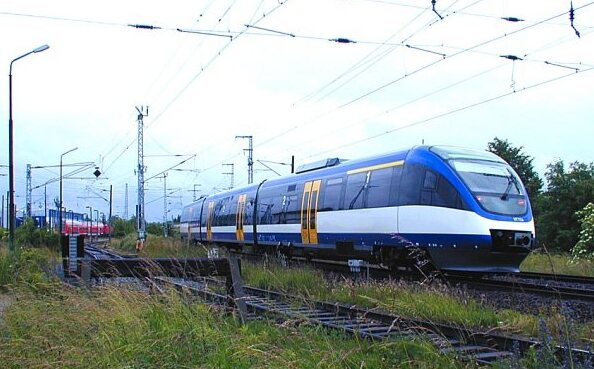
Ein neuer Talent der OME (2005)

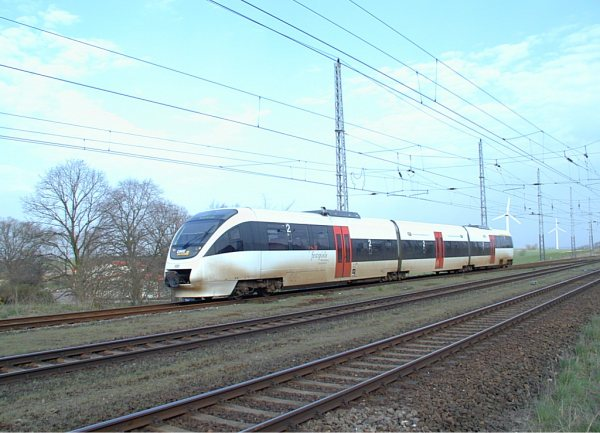
Ein älterer Talent der OME (2005)

Die OME betrieb unter anderem Schienenpersonennahverkehr in Mecklenburg-Vorpommern. Die erste von der OME bediente Strecke war seit dem 24. Mai 1998 die Nebenbahn Neustrelitz Süd – Feldberg (Mecklenburg). Nach deren Betriebseinstellung im Jahr 2000 konzentrierte sich die OME zunehmend auf Hauptbahnen.
Zuletzt wurden von ihr folgende Strecken regelmäßig bedient:
- Rostock – Laage – Güstrow (Teil der ehemaligen Lloydbahn)
- Bützow – Neubrandenburg – Pasewalk – Ueckermünde (– Stettin; Bahnstrecke Bützow–Szczecin, Bahnstrecke Jatznick–Ueckermünde)
- Bahnstrecke Bergen auf Rügen–Lauterbach Mole
- Neustrelitz – Neubrandenburg – Demmin – Grimmen – Stralsund (Teil der Berliner Nordbahn, Strecke wurde gemeinsam mit der DB Regio bedient)

Im Rahmen der Connex-Gruppe erbrachte die OME Teilleistungen für den InterConnex, den Schienenpersonenfernverkehr der Gruppe. Des Weiteren betrieb die OME einmal wöchentlich Güterverkehr auf der Bahnstrecke Neubrandenburg–Friedland (Mecklenburg).
Die OME nutzte unter anderem Dieseltriebwagen der Baureihen Talent und Desiro.